# ماسايا يوشيدا
ماسايا يوشيدا (باليابانية: 吉田 将也) (مواليد 10 أكتوبر 1996) هو لاعب كرة قدم ياباني.

## وصلات خارجية
- ماسايا يوشيدا على موقع رابطة كرة القدم اليابانية للمحترفين (اليابانية)
- ماسايا يوشيدا على موقع قاعدة بيانات كرة القدم.إي يو (الإنجليزية)
- ماسايا يوشيدا على موقع Soccerway.com (الإنجليزية)
- ماسايا يوشيدا على موقع عالم كرة القدم.نت (الإنجليزية)